# Джеффрі Кілі
Вільям Джеффрі Кілі (англ. William Geoffrey Keighley; 10 січня 1925, Ніцца — 14 червня 2005) — англійський баристер, бізнесмен, гравець у крикет першого класу та фермер.

## Біографія
Вільям Джеффрі Кілі народився 10 січня 1925 року в Ніцці, Франція. Його сім'я мала бізнес-інтереси в Бредфорді, Західному Йоркширі та Новому Південному Уельсі. Освіту здобув у підготовчій школі Tudor House в Новому Південному Уельсі, Ітоні та Триніті-коледжі в Оксфорді.
Отримав приватний тренінг від гравця в крикет в Йоркширі та Англії Герберта Саткліффа (який був другом його матері з Бредфорда). Перед тим, як вступити до Оксфорду, він був капітаном Ітона XI. Після призову до Королівських військово-повітряних сил він пройшов підготовку як штурман, але ніколи не літав на бойові операції.
Після повернення до Оксфорду він був нагороджений блакитною відзнакою. Як стильний бейсболіст-правша, він забив 105 очок проти Південної Африки у своєму другому матчі, і 99 проти Кембриджського університету в 1947 році.
У 1947 році він став тридцять першим немісцевим гравцем у крикет, який представляв Йоркшир, хоча на той час клуб не знав, що він народився за кордоном. Кілі відмовився від посади капітана крикетного клубу Мерілебон, Мідлсекс і Йоркшир. Він зіграв як любитель у 65 першокласних матчах до виходу на пенсію в 1951 році. Він забив 2,539 пробіжки, у тому числі два сенчурі, в середньому за 27,01. Іноді він грав у боулінг правою рукою в середньому темпі, але не брав хвіртку.
Він був прийнятий до Внутрішнього Храму як адвокат і 10 травня 1951 року одружився з високоповажною Олівією Лаббок (сестрою 4-го барона Ейвері) в церкві Святого Георгія на Ганноверській площі в Лондоні. Вони оселилися в Теморі, Новий Південний Уельс, Австралія, і мали двох синів і двох дочок. Шлюб був розірваний у 1974 році. Він одружився зі своєю другою дружиною Карін Шпіґель у 1974 році.
Став членом Законодавчої ради Нового Південного Уельсу. Мав широке коло хобі та спортивних інтересів. Він був нагороджений медаллю ордена Австралії у 2002 році та помер у Саттон Форест, Новий Південний Уельс, у червні 2005 року у віці 80 років.

## Нагороди
- Орден Австралії (2002).